# Marcus Claudius Marcellus (consul en -51)
Pour les articles homonymes, voir Claudius Marcellus.
Marcus Claudius Marcellus est un homme politique romain ayant vécu à la fin de la République romaine, entre environ 95 av. J.-C. et 45 av. J.-C. Il appartenait à la gens Claudia. Son appartenance à la branche des Claudii Marcelli, ses liens avec Cicéron et Caton d'Utique et ses choix politiques avant et durant la première guerre civile romaine le relient au parti des Optimates. Durant cette guerre pour le pouvoir entre Pompée et César, Claudius Marcellus choisit le camp de Pompée et suit ce dernier en Orient. Après la défaite de Pompée à Pharsale, il se tiendra en retrait de la vie politique, s'exilant sur l'île de Lesbos, à Mytilène. Marcus eut un frère, Caius Claudius Marcellus, qui fut consul en 49 av. J.-C. et un cousin portant le même prénom de Caius et qui fut consul pour l'année 50 av. J.-C. .

## Biographie
Marcus Claudius est questeur urbain pour l'année 64 av. J.-C. , charge qu'il partage avec Caton le Jeune .
Alors que Cicéron assume le consulat pour l'année 63 av. J.-C. , il se rend, dans la nuit du 19 au 20 octobre, au domicile du consul accompagné de Crassus et de Metellus Scipion. Ils remettent alors à Cicéron les lettres dénonçant la tentative de coup d'État de Catilina.
L'année 56 av. J.-C. le voit édile curule aux côtés de Publius Clodius Pulcher. Durant cette édilité, son collègue Clodius, à la tête de bandes armées semant la terreur dans Rome pour le compte de César, s'en prend à Milon. Marcus Claudius prête alors main-forte à Cicéron pour mettre fin à ces violences et protéger Milon.
Il est préteur en 54 av. J.-C. Cette même année, il prononce un discours pour Marcus Aemilius Scaurus, fils du consul de 115 av. J.-C. du même nom.
À la fin de l'année 52 av. J.-C., il est désigné consul pour l'année 51 av. J.-C., avec Servius Sulpicius Rufus. Il fut le premier, dès le début de son consulat, à proposer au Sénat de trouver un successeur à César pour le gouvernement des Gaules,. Il affirma fermement son opposition à César au mois de juillet de son consulat, en faisant frapper au bâton un habitant de la ville de Novum Comum. Il s'agissait d'une colonie fondée par César et à laquelle il avait offert le droit latin, soit la citoyenneté aux magistrats en sortie de charge. En agissant de la sorte, le consul refusait d'entériner la décision de César et ne considérait pas les habitants de Novum Comum comme des Romains, car on ne châtiait pas les citoyens en les frappant au bâton.
Malgré l'insistance de Marcus Claudius Marcellus, Pompée préférera attendre la date légale d'expiration du proconsulat de César, fixée au 1er mars de 49 av. J.-C, pour discuter de son remplacement à la tête du gouvernement des Gaules. Marcellus prit ensuite parti pour Pompée dans la guerre civile. Quand César remporta la bataille de Pharsale en août 48 av. J.-C., il s'exila à Mytilène. Il profita de cet exil pour travailler son art oratoire et s'adonner à la philosophie auprès du maître Cratippe de Pergame.
César finit tout de même par le rappeler à la demande du Sénat et sur l'insistance de Cicéron, qui s'attacha également à convaincre Marcus Claudius d'accepter la défaite et de faire allégeance au vainqueur,. Il est pardonné par César en 46 av. J.-C.: c'est à cette occasion que Cicéron prononce son discours de remerciements Pro Marcello. Mais au mois de mai 45 av. J.-C., Marcus Claudius Marcellus fut tué par un esclave alors qu'il s'apprêtait à s'embarquer pour rejoindre Rome par mer. Servius Sulpicius Rufus, alors gouverneur de la province d'Achaïe, prendra en charge ses funérailles célébrées à Athènes.